# 大元帅
大元帅（義大利語：Generalissimo），是军衔体系中的最高等级，一般授予一国武装力量的最高统帅。另外中華民國的特级上将、纳粹德国的帝国元帅、意大利王國在1938－1943年间存在的最高帝国元帅，以及美国在1903年授予乔治·杜威海军特级上将，在1919年授予约翰·潘兴陆军特级上将，在1976年追授开国总统乔治·华盛顿的合众国特级上将（英語：General of the Armies of the United States）等军衔均可以视为大元帅。
中國傳統上「大元帥」一詞多為軍職而非軍階。

## 中国（古代與近代）

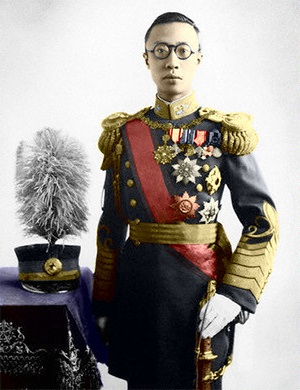
大满洲帝国皇帝溥仪穿著大元帅軍服

### 20世纪以前
古代曾册封多位“大元帅”、“兵马大元帅”和“天下兵马大元帅”。但严格意义上，以上称呼都是职务而非军階，相当于现代的“陆军司令”、“军队总参谋长”和“陸海軍總司令”等职位。

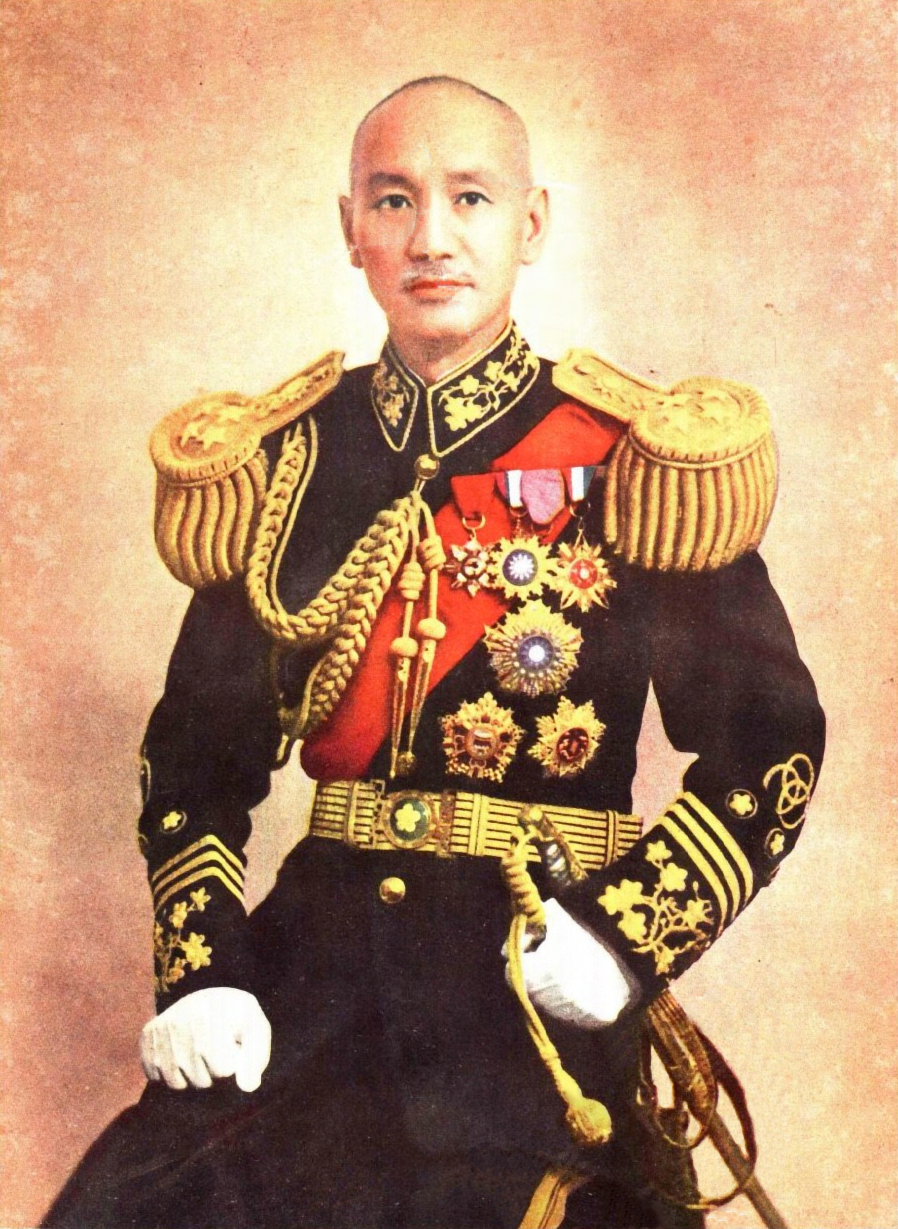
中國國民黨總裁兼陸海空軍大元帥蔣中正的標準戎裝照，攝於1943年當選中國國民政府委員會主席後。

### 20世纪以后
近代光绪皇帝、监国摄政王载沣、宣统皇帝（“陆海军大元帅”）、黎元洪（“假定大元帅”）、孫文（“陆海军大元帅”）、張作霖（“陆海军大元帅”）以及蒋中正（“陆海空军大元帅”）的“大元帅”称号同邻国大日本帝国的大元帅、大韓帝國的大元帅一样，亦是國家元首或国家最高领导人為最高统帅职务而不是军衔。

#### 中華民國
1937年因七七事变，中日全面戰爭爆發，8月12日成立国防最高会议，並推舉蔣中正為主席，兼任“中华民国陸海空軍大元帥”（職務非軍階）。，8月17日由國民政府主席林森特授之，以統率三軍對日抗戰。
- 中華民國特級上將肩章
- 中華民國特級上將领章

## 中国（現当代）

### 中华人民共和国大元帅
1955年2月8日中华人民共和国第一届全国人民代表大会常务委员会第六次会议，通过《中国人民解放军军官服役条例》设立“中华人民共和国大元帅”为最高军衔，授予“对创建全国人民武装力量和领导全国人民武装力量进行革命战争、立有卓越功勋的最高统帅”（该条例第9条第1款）。当时只有毛泽东符合条件，但由于毛泽东本人拒绝接受，所以直至1965年该条例废止为止，此军衔仍然空缺。
- 中華人民共和國大元帥肩章
- 中華人民共和國大元帥领章

## 法國

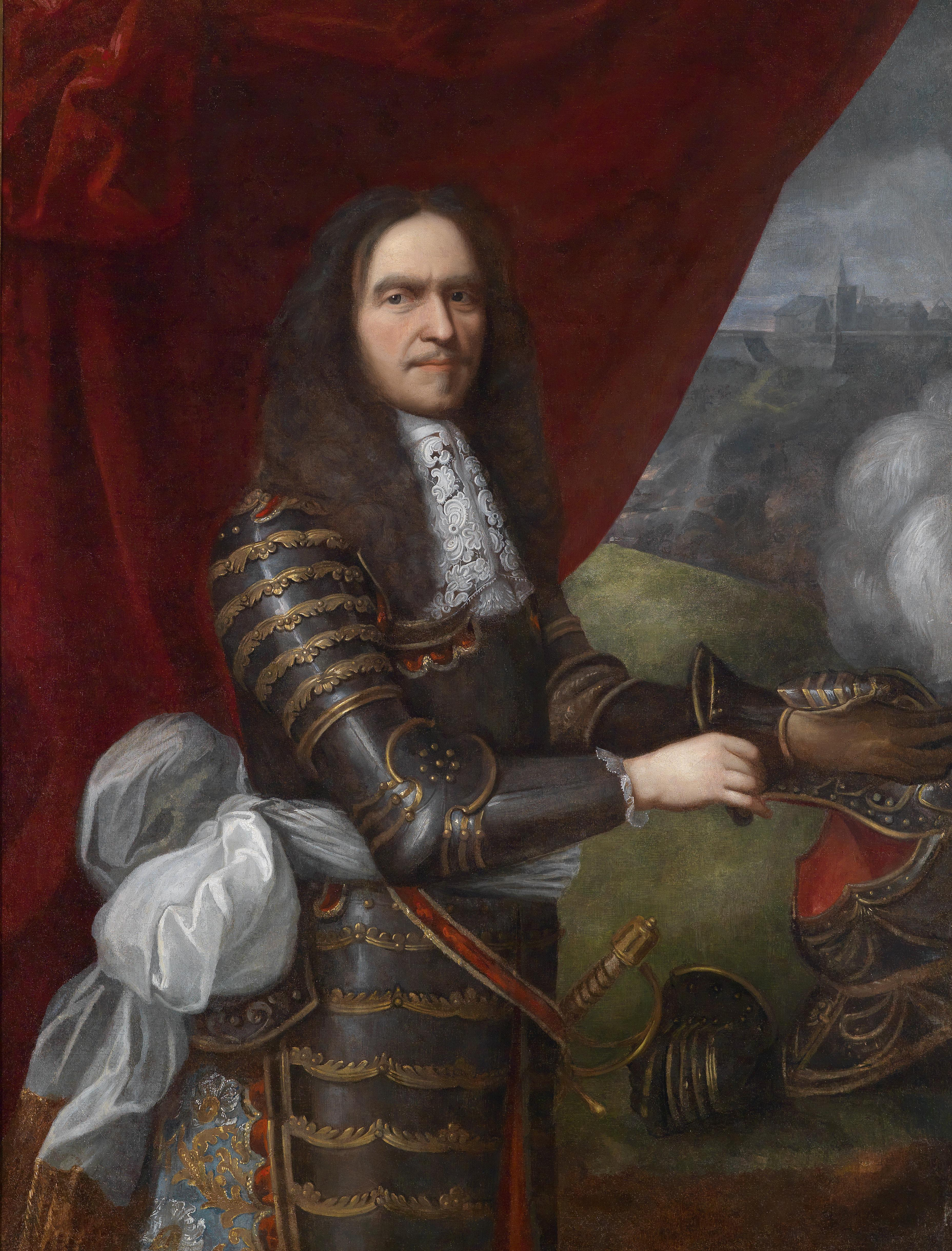
法國大元帥蒂雷納子爵亨利·德·拉圖爾多韋涅

法国大元帅（法语：Maréchal général de France），或称国王营地与军队大元帅（法语：Maréchal général des camps et armées du roi）是自法兰西王室统帅于1626年废除后法兰西王国最高的军衔，在战时有权指挥全法国内的军队及驻扎地。该头衔皆授与当时军事名声最显赫的法国元帅，虽具有实权但常被视为荣誉性质。
此头衔原先被视为法兰西王室统帅无用时的替代品，但在1626年废除“法兰西王室统帅”后正式成为最高军衔，在200多年中仅有六位元帅获封。

## 日本

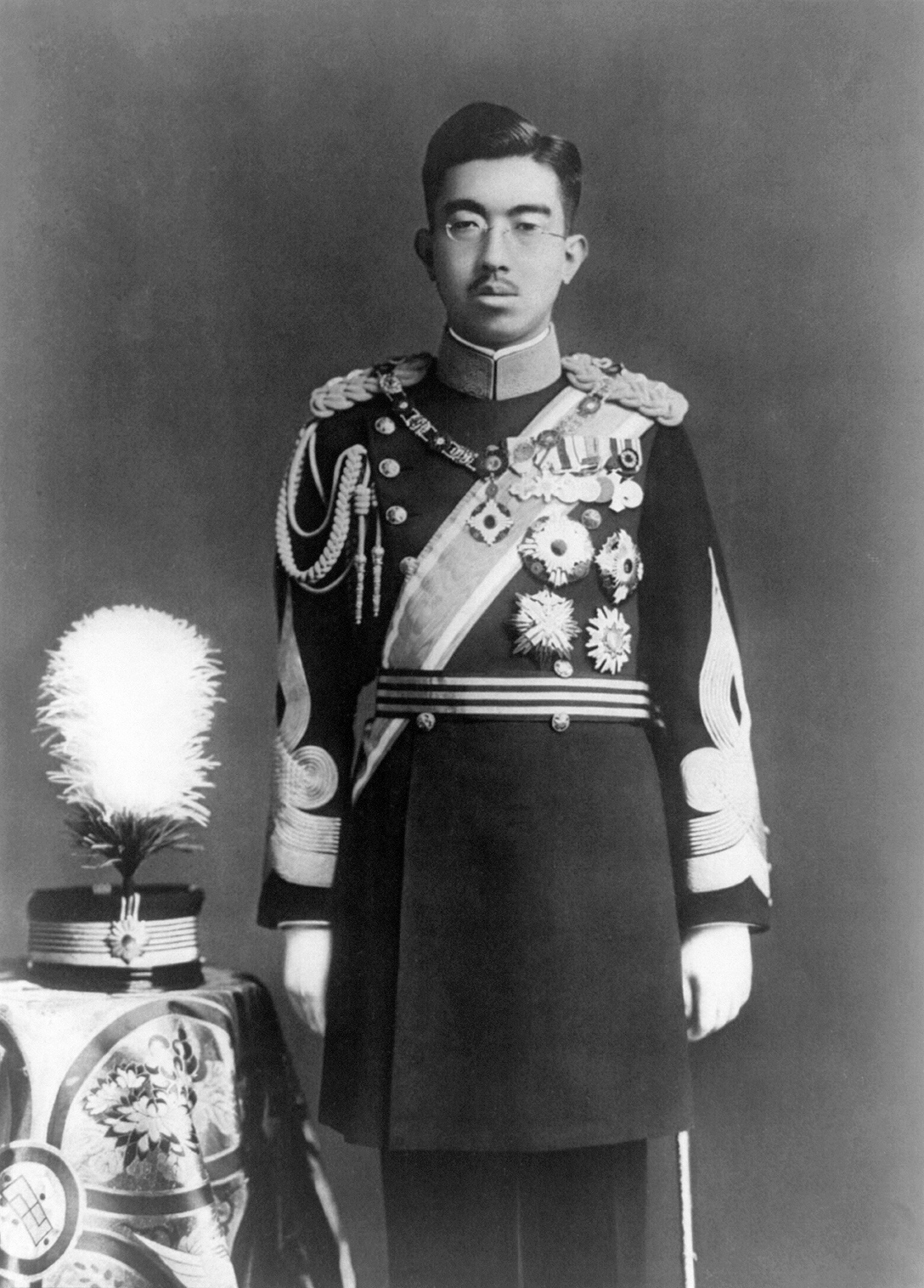
大日本帝国天皇裕仁穿著陸军大元帅軍服

是日本在帝国时代从1870年代起一直到1945年帝国戰敗期间的最高军衔。“大日本帝国大元帅”军衔仅被授予作为大日本帝国天皇和皇军最高统帅的三位日本天皇明治天皇、大正天皇、昭和天皇。1945年日本投降后日本军被解散，大元帅军衔于1947年被正式废止。

### 大日本帝国大元帅徽章
大日本帝国大元帅的徽章与日本海军大将和陆军大将的徽章几乎完全一致，只不过加上了象征日本皇室的金色菊花纹章。
- 大日本帝国大元帅肩章
- 大日本帝国大元帅领章

## 朝鮮

### 大韓帝國
大韩帝国在1899年6月22日「元帥府官制（원수부관제）」発布。7月，元帥府設置。大元帅的皇帝，元帅的皇太子 (1907年改大元帅)。

### 大韓帝国大元帅徽章
- 大韓帝国大元帅肩章

### 朝鲜民主主义人民共和国
朝鲜人民军最高司令官金日成元帅在1992年4月13日被授予“共和国大元帅”军事称号，庆祝其80岁大寿。2012年2月14日，朝鲜劳动党中央委员会、中央军事委员会、国防委员会、最高人民会议常任委员会追授已故领导人金正日“共和国大元帅”军事称号，金正日为21世纪第一位被授予大元帅军衔的人士。

### 朝鲜民主主义人民共和国大元帅徽章
- 朝鲜民主主义人民共和国大元帅肩章

## 欧洲

### 20世纪以前
“大元帅”军衔启用为中世纪末期的法国。但是并非“制度军衔”，而是“临时军衔”。（即在战争爆发时授予，在战争结束时收回）。如法軍的蒂雷納子爵、維拉爾公爵、薩克斯伯爵、神聖羅馬帝國的華倫斯坦、沙俄的苏沃洛夫与库图佐夫、瑞典的卡爾十四世·約翰、西班牙王位繼承戰爭時英荷聯軍的約翰·邱吉爾、第三次英荷戰爭時的詹姆士斯二世、英國安妮女王王夫丹麥的喬治王子、1720年瑞典的腓特烈一世、奧地利的卡爾大公、1823年葡萄牙的米格爾一世、1886年夏威夷王國的卡拉卡瓦、1890年巴西的豐塞卡、法國一戰時的霞飛與福煦及二戰初期的甘莫林與魏剛等均曾被授予大元帅称号；其他拉丁美洲等地區武裝革命反抗西班牙殖民統治的革命家，因為曾經統帥革命軍之故，在領導革命武裝期間也被授予臨時大元帥的軍銜，如墨西哥的伊達爾戈與莫雷洛斯、秘魯的何塞·德·聖馬丁與蘇克雷、委內瑞拉的米蘭達、古巴的馬克西莫·戈麥斯、菲律賓的阿奎納多等，但當時這些國家的官阶表中并无“大元帅”级别。

### 20世纪以后
大元帅军衔作为现代正式军衔被授予到军人身上这始于“西班牙大元帅”佛朗哥。他在推翻了西班牙第二共和国建立独裁统治后，便自封为“西班牙大元帅”。 

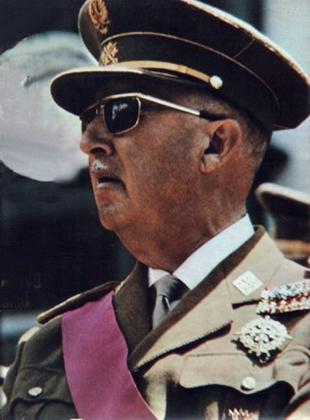
西班牙大元帅高地酋弗朗西斯科·佛朗哥

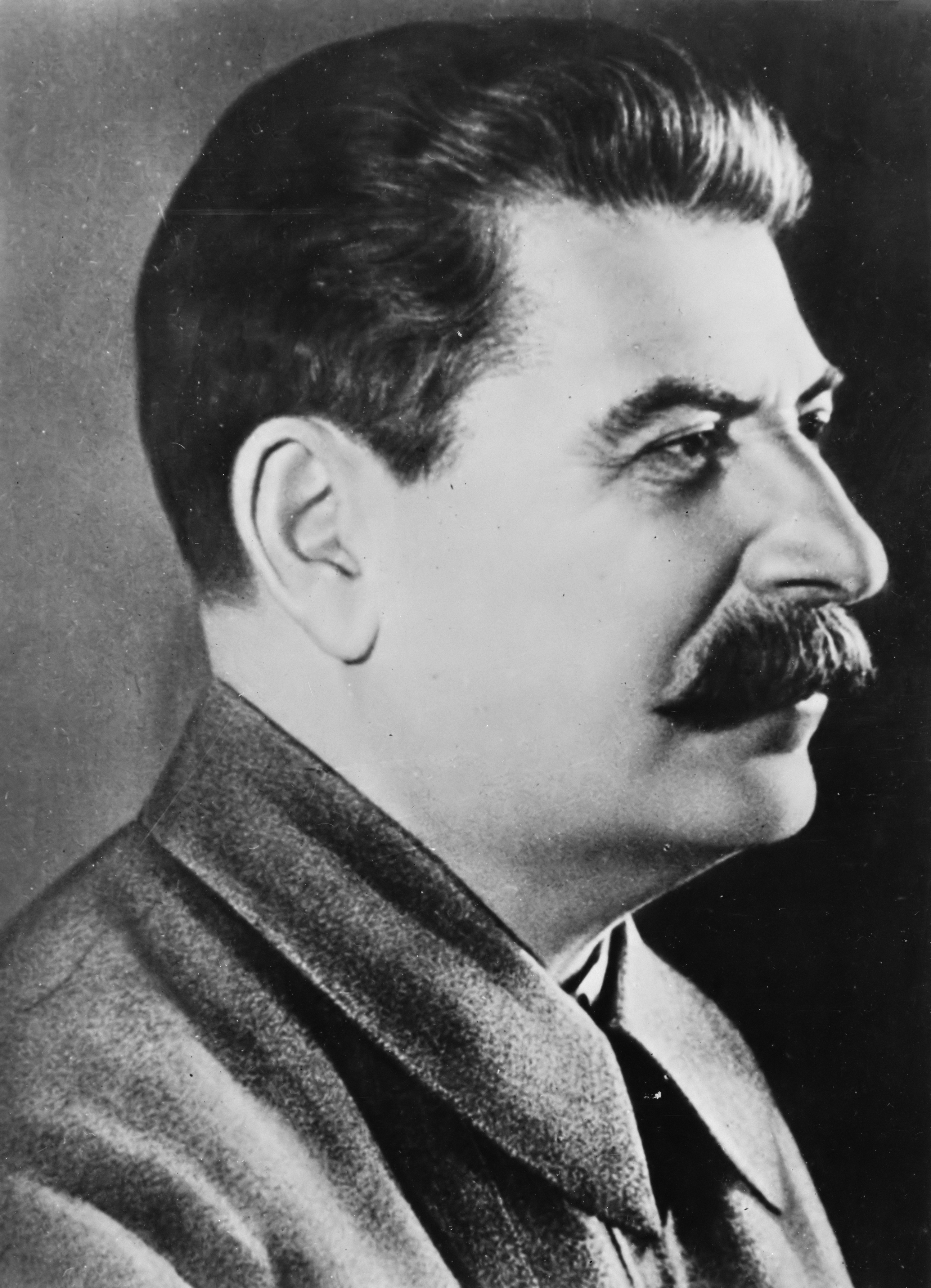
苏联大元帅约瑟夫·斯大林

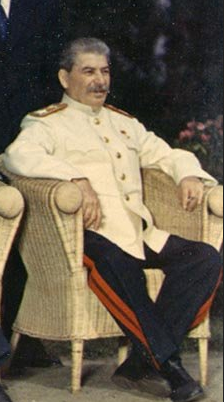
仍著元帥服出席波茨坦會議的苏联大元帅斯大林

此后苏联、多米尼加及朝鲜等国亦曾设立此军衔。

## 近現代世界各国大元帅军衔获得者

### 20世紀
- 大日本帝國：明治天皇（大元帥，1872年授予）、大正天皇（大元帥，1912年授予）和昭和天皇（大元帥，1926年授予）
- 大韓帝国：高宗皇帝（大元帥（朝鲜语：원수부#역대 대원수））、純宗皇帝（大元帥（朝鲜语：원수부#역대 대원수））
- 中華民國：蔣中正（特級上將，1935年授予。）
- 西班牙：佛朗哥
- 苏联：史達林（1945年授予，本人拒绝接受，但习惯上仍称其为“大元帅”）
- 中华人民共和国：设而未授（1955年军衔制设置大元帥军衔，拟授予时任中央军委主席毛澤東，但由于毛泽东本人拒絕接受，成為設而未授的銜位。1965年被廢止。）
- 蒙古人民共和国：达木丁·苏赫巴托尔（1945年追授）
- ：拉斐爾·特魯希略
- 意大利：國王維多·伊曼紐三世、大臣會議主席（首相）墨索里尼（最高帝国元帅，均为1938年授予）
- 德國：戈林（帝国元帅，1940年授予）
- 智利: 奥古斯托·皮诺切特（1973年军事政变担任总统后，自授Captain General军衔。该军衔仅授予陆军总司令兼任国家元首时，智利历史上共有三人获得此军衔，另两位是1810年开国元首贝尔纳多·奥希金斯、1830年的大独裁者拉蒙·弗雷（英语：Ramón Freire））
- 美国：乔治·华盛顿（合众国特级上将，1976年追授）、約翰·潘興（陆军特级上将，1919年授予）、乔治·杜威（海军特级上将，1903年授予）
- ：金日成（大元帥，1992年授予）

### 21世紀
- ：金正日（大元帥，2012年追授）
- 美国：尤利西斯·格蘭特（陆军特级上将，2022年追授）